# Aurora Vergara
Aurora Vergara, née le 14 mai 1985 à Cali, est une sociologue et femme politique colombienne. De 2023 à 2024, elle est ministre de l'Éducation nationale.
Entre août 2022 et février 2023, elle fut vice-ministre de l'Enseignement supérieur au sein du gouvernement et auprès du ministre Alejandro Gaviria.

## Biographie

### Jeunesse et parcours professionnel
Aurora Vergara est née à Cali, mais a grandi dans la ville d'Istmina, dans le département de Chocó depuis l'âge de 4 ans. Elle a déménagée avec son frère et sa mère après la disparition de son père, un employé de téléphone.
En raison d'un manque d'opportunités d'études supérieures à Istmina, elle envisage de rentrer dans un couvent, lui permettant de poursuivre ses études supérieures, mais dont sa mère a refusée l'autorisation qu'Aurora Vergara y entre.
En 2003, elle remporte le prix d'histoire de l'Accord Andrés Bello (es), une organisation des pays sud-américains, favorisant l'accès à l'éducation, la science, la technologie.
Grâce à cette bourse, Aurora Vergara déménage à nouveau à Cali et entre à l'Université de Valle pour y étudier la sociologie. Malgré des difficultés économiques, elle travaille dans divers métiers, tel que le travail domestique et parvient à terminer ses études.
Encouragée par un enseignant reconnaissant ses capacités académiques, il l'aide à postuler afin d'entrer à l'Université du Massachusetts à Amherst aux États-Unis. Au sein de l'université, elle obtient une maîtrise et un doctorat en sociologie.
Elle poursuit et termine ensuite une recherche postdoctorale à l'Université Harvard. Aurora Vergara devient professeure titulaire au Département d'études sociales à l'Université Icesi, spécialiste des études latino-caribéennes et directrice du Centre d'études afrodiasporiques (CEAF) au sein de la même université.

### Parcours politique
Aurora Vergara est une alliée et proche de la vice-présidente Francia Márquez, membre du mouvement de gauche progressiste et antiraciste Soy Porque Somos.
En juillet 2022, elle est nommée membre de l'équipe de transition du gouvernement de Gustavo Petro. Le 19 août 2022, le ministre de l'Éducation Alejandro Gaviria décide de la nommer en tant que vice-ministre de l'Enseignement supérieur.
Le 27 février 2023, après le départ d'Alejandro Gaviria en raison de ses critiques de la réforme de la santé, Aurora Vergara est nommée ministre de l'Éducation, sa nomination étant perçue comme une personnalité plus proche du programme de gauche souhaité par Petro, contrairement au libéral Gaviria.